# あおいうに
あおい うに（あおい うに、1991年5月14日 - ）は、日本の芸術家。
茨城県日立市出身。Art Lab TOKYO所属。ネオ抽象主義絵画の旗手の一人といわれている。
絵画活動のほか、ポエトリーリーディングとの共演も行っている。

## 来歴
1991年茨城県生まれ。
姉と脳性麻痺の兄がおり、母が統一教会の信者の宗教二世で、幼い頃より貧乏を強いられた。
2010年茨城県立太田第一高等学校卒業。2016年東京芸術大学美術学部絵画科油絵専攻卒業。
2014年から2017年の間に「メンヘラ展」を継続的に主催する。
アウトサイダーアートとは異なり、「芸術」をきっかけとしてリストカットやODあるいは過食嘔吐など自分自身の問題から脱出し世界（他者）とつながることを目的にしており、中ザワヒデキは「こうした昇華としての制作はメンヘラ展に限らず表現主義系の他の作家たちにも一部通ずるところがあります。」と述べている。
また卯城竜太は、保守的な既存アートシーンへの反動としての若手作家によるオリジナルな試みの例として「メンヘラ展」を挙げた。メンヘラ展には江崎びす子・中村雅樹・廃寺ゆう子・フルヤアツシなどが参加した。メンヘラ展は第3回にあたる『メンヘラ展 Special』で知名度が上がり、Twitterのトレンドワードに「メンヘラ展」がランクインした。また、メンヘラ展の成功をきっかけに『ABEMA Prime』や『会田誠の月イチぼったくりBAR』へ出演した。
2019年に「河野あさみ」へ改名し、『脱あおいうに展〜新章開幕〜』という展示も開催したが、2021年までには再度「あおいうに」へ戻している。
Iカップの大きさがある自身の胸を使用した「おっぱいペインティング」も行っている。水着に着替えた後にボディクリームを全身に塗布し、その上から絵の具を塗り、床に敷いた支持体へ乗りつつ全身を使って絵を描いていくもので、2021年には複数のテレビ番組で取り上げられた。
『給与明細』ではグラビアアイドルの高梨瑞樹と共に作品を制作し、『月曜から夜ふかし』では使用済水着をセットにして売り出すことを番組内で述べた。また、『ノブナカなんなん?』の企画「お金持ち芸能人、アートを買う!」に出演した際は藤原麻里菜・市原えつこ・サーヤを抑えて番組内でただ一人、「おっぱいペインティング」の作品が30万円で平成ノブシコブシの吉村崇に購入された。

## 人物
- 幼少期から絵を描くことを好んでおり、東京藝術大学へ入学するまでに40枚ほどの賞状を受け取った[19]。
- インターネットの活用を意識しており、インターネットカルチャー自体にも興味を持っている[20]。
- 絵画においては即興性を重んじており、「おっぱいペインティング」についても「即興で描いていくので、何が出来るかわからないワクワク感がある」と語っている[14]。
- 速筆である。アクリル絵の具を使って2,3時間で作品を描き上げることが多く、30分で描くこともある[21]。

## 主な賞歴
- 2012年　ポコラート全国公募 入選
- 2014年　ACTアート大賞展2014 優秀賞
- 2014年　GEISAI#20 ポイントランキング9位
- 2015年　ACTアート大賞展2015 優秀賞
- 2015年　ターナーアワード2015 未来賞
- 2016年　ACTアート大賞展2016 佳作
- 2018年　ワンダーシード 入選
- 2022年　第31回全日本アートサロン絵画大賞展 自由表現部門 入選

## 主な展覧会

### 個展
- 『aoiuni』（SAKuRA GALLERY、2016年）[22]
- 『公募落選展』（Art Lab TOKYO、2018年）[23]
- 『向こう側に渡ったら』（Art Lab TOKYO、2018年）[24]
- 『脱あおいうに展〜新章開幕〜』（ミーツ・ギャラリー、2019年）[13]
- 『鬱物語』（Art Lab TOKYO、2020年)[25]
- 『わたしは撮った⇔撮られた～アイドルなんかなりたくない～』（Art Lab TOKYO、2021年）[26]

### グループ展・二人展
- 『GEISAI受賞者展』（Hidari zingaro、2014年）[27]
- 『メンヘラ展』（デザインフェスタギャラリー、2014年）[28]
- 『メンヘラ展 2』（ルデコ、2014年）[29]
- 『メンヘラ展 Special』（TAV GALLERY、2015年）[8]
- 『メンヘラ展 2.5 前半』（フライングティーポット、2015年）[30]
- 『メンヘラ展 2.5 後半』（フライングティーポット、2015年）[31]
- 『メンヘラ展 Dream』（TAV GALLERY、2015年）[9]
- 『透けたユートピア』（新宿眼科画廊、2015年）[32]
- 『メンヘラ展 3』（新宿眼科画廊、2017年）[33]
- 『スナックGINZA展』（ミーツ・ギャラリー、2017年）[34]
- 『ブレイク前夜～次世代の芸術家たち～ PartⅡ』（Bunkamura Gallery、2018年）[35]
- 『みてわかるもの』（rusu、2020年）[36]
- 『ダハ！』 （ヒカリエ、2020年）[37]

- 『MATERIAL』（新宿眼科画廊、2021年）[38]
- 『非現実の人たちへ』（Art Lab TOKYO、2021年）[3]
- 『AHEGAO EXHIBITION 2022 』（DUB Gallery AKIHABARA、2022年）[21]
- 『VU !Ⅱ』（ヒカリエ、2022年）[39]

## 主なメディア出演

### テレビ
- ABEMA Prime（2016年10月27日、ABEMA）[11]
- ブレイク前夜 ～次世代の芸術家たち～（2017年5月2日、BSフジ）[40]
- 給与明細（2021年4月26日、ABEMA）[15]
- 月曜から夜ふかし（2021年6月21日、日本テレビ）[17]
- ノブナカなんなん?（2021年7月3日、テレビ朝日）[18]

### トークイベント
- 川久＆あおいうに『実験遊戯メンヘラ展パフォーマンス』（2015年6月6日、阿佐ヶ谷ロフトA）[41]
- 会田誠の月イチぼったくりBAR　第3夜（2015年12月8日、美学校）[12]
- メンヘラ展LOFT　〜戦史:メンヘラ展の2年〜（2016年2月28日、Naked Loft）[42]

### 書籍
- 『現代美術史日本篇 1945-2014』（2014年、中ザワヒデキ）